# Časopis Musea Království Českého, Oddíl Přírodovědný
Časopis Musea Království Českého, Oddíl Přírodovědný (abreviado Čas. Mus. Král. Českého, Odd. Přír.) fue una revista con ilustraciones y descripciones botánicas que fue editada en Praga. Se publicaron los números 29-96, en los años 1855–1922. Fue precedida por Časopis Českého Museum  y reemplazada por Časopis Národního Musea. Oddíl přírodovědný. 